# 1989 (numero)
Millenovecentottantanove (1989) è il numero naturale dopo il 1988 e prima del 1990.

## Proprietà matematiche
- È un numero dispari.
- È un numero composto da 12 divisori: 1, 3, 9, 13, 17, 39, 51, 117, 153, 221, 663, 1989. Poiché la somma dei suoi divisori (escluso il numero stesso) è 1287 < 1989, è un numero difettivo.
- È esprimibile come somma di una serie di cubi consecutivi: 1889 = 43 + 53 + 63 + 73 + 83 + 93.
- È un numero nontotiente in quanto dispari e diverso da 1.
- È un numero congruente.
- È un numero odioso.
- È parte delle terne pitagoriche (189, 1980, 1989), (540, 1989, 2061), (748, 1989, 2125), (765, 1836, 1989), (936, 1755, 1989), (1260, 1539, 1989), (1352, 1989, 2405), (1848, 1989, 2715), (1989, 2652, 3315), (1989, 3648, 4155), (1989, 4080, 4539), (1989, 5460, 5811), (1989, 6700, 6989), (1989, 8840, 9061), (1989, 11620, 11789), (1989, 12852, 13005), (1989, 16848, 16965), (1989, 24380, 24461), (1989, 38760, 38811), (1989, 50700, 50739), (1989, 73248, 73275), (1989, 116348, 116365), (1989, 152152, 152165), (1989, 219780, 219789), (1989, 659352, 659355), (1989, 1978060, 1978061).

## Astronomia
- 1989 Tatry è un asteroide della fascia principale del sistema solare.

## Astronautica
- Cosmos 1989 è un satellite artificiale russo.

## Musica
- 1989 (Taylor Swift) è un album in studio pubblicato nel 2014.
- 1989 (Jacopo Sarno) è il primo album del cantante e attore Jacopo Sarno, pubblicato nel 2009 dall'etichetta discografica EMI.
- 1989 (Negrita) è un singolo del gruppo musicale Negrita.